# 8/VI Batalion Wartowniczy
8/VI Batalion Wartowniczy – pododdział Wojska Polskiego pełniący służbę ochronną na granicy II Rzeczypospolitej.

## Formowanie i zmiany organizacyjne
8/VI batalion wartowniczy sformowano w 1919. Funkcjonował w strukturze Okręgu Generalnego Lwów. W skład batalionu wchodziło dowództwo oraz 4 kompanie po 3 plutony. W dowództwie, oprócz dowódcy batalionu, służyli oficerowie: sztabowy, adiutant, prowiantowy i kasowy; podoficerowie: mundurowy, prowiantowy, rusznikowy, sanitarny oraz 6 ordynansów.
Pod koniec września 1920 zapadła decyzja o likwidacji Korpusu Strzelców Granicznych. 29 września 1920 dyrektywa Ministerstwa Spraw Wojskowych nakazała batalionom wartowniczym ochronę granic. W sumie na 48 baonów wartowniczych, do służby granicznej przeznaczono 21 baonów.
4 listopada 1920 bataliony wartownicze nr 8/VI i 1/VI otrzymały rozkaz zluzowania 6 pułku Strzelców Granicznych. Batalion nr 8/VI przegrupował się z Siedlec do Szczuczyna, a nr 1/VI z Łodzi do Chorzel. W drugiej dekadzie tego miesiąca bataliony osiągnęły nakazane im rejony i przejęły przeznaczone im odcinki graniczne. 
Jako uzupełnienie batalion wcielił w swoje struktury żołnierzy 4/IX Grodzieńskiego batalionu wartowniczego.
Na podstawie rozkazu Ministra Spraw Wojskowych nr 3046/Org z dnia 24 marca 1921, na bazie 8/VI batalionu wartowniczego powstał 13 batalion celny.